# Géczi János (ejtőernyős)
Géczi János (1956–) ejtőernyős sportoló. Beceneve: Csocsó.
Testvére Géczi Erika világbajnok, olimpiai ezüstérmes kajakozó, énekes és akusztikus-gitáros.

## Életpályája
1975 óta ejtőernyőzik. Első oktatója Zátrok László ejtőernyős oktató volt. Későbbi oktatói: Brebán Gyula, Oross János.
1975–1977 között sorkatonai szolgálatát Szolnokon töltötte mélységi felderítő, kiképző beosztásban.
1979-ben budapesti bajnoki címet szerzett.
1981-től ejtőernyős oktató. 1989-től ejtőernyős tesztpilóta (beugró).
1981-től A Budapest IX. kerületi Ejtőernyős Klub SE. vezetője.
1989–1993 között a Magyar Repülőszövetség Ejtőernyős szakbizottságának vezetőségi tagja.
1991–1992-ben formaugró magyar bajnok volt.
2000–2010 között a Magyar Ejtőernyős Szövetség elnöke.
2002-ben kifejlesztette a Zenit 2 típusú körkupolás ejtőernyőt.
2004–2009 között a Para Trade Ejtőernyőgyártó Üzem vezetője.
2004–2010 között a Magyar Ejtőernyős Szövetség vezető oktatója.
2004–2009 között a Magyar Repülőszövetség elnökségi tagja.
2010-től PADI búvároktató.
2013-ban 1999 ejtőernyős ugrással rendelkezik.

### Sportegyesületei
- MÁV Repülő és Ejtőernyős Klub 1975-1981-ig
- A Budapest IX. kerületi Ejtőernyős Klub ügyvezető elnöke, oktatója, 1981-napjainkig

## Sporteredmények

### Világbajnokság
- Losonc 1991. Formaugró világbajnokság. Géczi János, Hídvégi István, Horváth Pál, Szabadi László, Légi fotó: Porkoláb Ferenc. Edző: Jose Luis de Pena. Csapat: 26. hely.

### Magyar bajnokság
- Formaugró Magyar Ejtőernyős Nemzeti Bajnokság 1991. Budaörs, csapat I. hely.
- Formaugró Magyar Ejtőernyős Nemzeti Bajnokság 1992. Hajdúszoboszló, csapat II. hely.

### Budapest bajnokság
- Budapest bajnokság. 1983. Stílusugrás I. hely, Egyéni Összetett III. hely.

### Budapest Kupa
- 1990 Csapat célbaugrás I. hely.
- 1993 Csapat célbaugrás I. hely.

### FAI minősítése
1982. FAI "F " két gyémántos ejtőernyős.

## Írásai
- Ejtőernyős alapfokú tankönyv – 1996, MRSZ ESZB kiadása